# Brain Pathology
Brain Pathology, abgekürzt Brain Pathol., ist eine wissenschaftliche Fachzeitschrift, die von Wiley-Blackwell veröffentlicht wird. Sie ist die offizielle Zeitschrift der International Society of Neuropathology und erscheint mit sechs Ausgaben im Jahr. Es werden Arbeiten veröffentlicht, die sich mit Neuropathologie und Muskelerkrankungen beschäftigen.
Der Impact Factor lag im Jahr 2019 bei 5.568. Nach der Statistik des ISI Web of Knowledge wird das Journal mit diesem Impact Factor in der Kategorie Pathologie an siebter Stelle von 78 Zeitschriften, in der Kategorie klinische Neurologie an 23. Stelle von 204 Zeitschriften und in der Kategorie Neurowissenschaften an 40. Stelle von 271 Zeitschriften geführt.